# Твій серіал
«Твій серіал» — загальноукраїнський фільмовий телеканал. Входить до медіаконгломерату «Starlight Media».

## Історія
31 серпня 2023 року Національна рада України з питань телебачення і радіомовлення зареєстувала суб'єктом у сфері медіа новий телеканал, який транслює програми та серіали телеканалів групи «Starlight Media» й колишньої «Медіа Групи Україна». Канал має фільмову тематику.
Мовлення телеканалу розпочалося 16 жовтня 2023 року.
23 листопада «Твій серіал» став переможцем конкурсу на отримання ліцензії на мовлення в MX-5 цифрової етерної мережі DVB-T2. 7 грудня телеканал розпочав мовлення.

## Наповнення етеру

### Програми
- ДНК. Свої
- Звана вечеря
- Історія одного злочину
- Реальна містика
- Таємниці ДНК
- У пошуках істини
- Щасливі за сім днів

### Серіали
- Агенти справедливості
- Вибір матері
- Виклик
- Виходьте без дзвінка
- Відважні
- Дитячий охоронець
- Доньки матері
- З вовками жити
- Загадка для Анни
- І будуть люди
- Кава з кардамоном
- Колір пристрасті/Колір помсти
- Клан ювелірів
- Лікарка Ковальчук
- Майже одружені
- Молодий Папа
- Обручка з рубіном
- Пошта
- Таємниці
- Філін
- Хід прокурора
- Щоденник лікаря

## Мовлення

### Супутникове мовлення
| Супутник         | Стандарт | Частота | Символьна швидкість | Поляризація       | FEC | Формат зображення | Кодування |
| ---------------- | -------- | ------- | ------------------- | ----------------- | --- | ----------------- | --------- |
| Astra 4A (4.8°E) | DVB-S2   | 12073   | 30000               | горизонтальна (H) | 2/3 | MPEG-4            | FTA       |

### Етерне цифрове мовлення
| Канал | Мультиплекс | Стандарт | EPG        | Формат мовлення |
| ----- | ----------- | -------- | ---------- | --------------- |
| 4     | MX-5        | DVB-T2   | Green tick | SD 576i 16:9    |